# Плопі (Бреїла)
Плопі (рум. Plopi) — село у повіті Бреїла в Румунії. Входить до складу комуни Мерашу.
Село розташоване на відстані 154 км на схід від Бухареста, 55 км на південь від Бреїли, 84 км на північний захід від Констанци, 72 км на південь від Галаца.

## Населення
За даними перепису населення 2002 року у селі проживали 346 осіб, усі — румуни. Усі жителі села рідною мовою назвали румунську.